# 786 Бредіхіна
786 Бредіхіна (786 Bredichina) — астероїд головного поясу, відкритий 20 квітня 1914 року.
Тіссеранів параметр щодо Юпітера — 3,132.